# Походження албанців
Походження албанців було предметом історичних, лінгвістичних, археологічних та генетичних досліджень. Албанці починають згадуватись в історичних записах у візантійських джерелах ХІ сторіччя. У той час вони були вже повністю християнізовані. Албанська мова утворює окрему гілку індоєвропейської, яка вперше засвідчена в XV ст., виникнувши з однієї з палео-балканських мов античності. Збережена дохристиянська албанська культура свідчить про те, що албанська міфологія та фольклор мають палео-балканське походження і майже всі її елементи є язичницькими.
Усі основні теорії походження албанців передбачають їх палео-балканське походження, але водночас, вони варіюються приписуванням цього походження: іллірійцям, фракійцям, дакам або іншим палео-балканським народам, чия мова не була підтверджена (достатньо відома). Серед тих, хто підтримує іллірійське походження, існує відмінність у поглядах між теорією безперервності з іллірійських часів і тими, хто пропонує міграцію іншого іллірійського населення (на ці землі). Однак ці пропозиції не є взаємовиключними. Албанці також є частиною населення Європи, одними із найбільших за кількістю спільних предків у своїй власній етнічній групі, хоча вони мають спільних предків і з іншими етнічними групами.

## Ендоніми

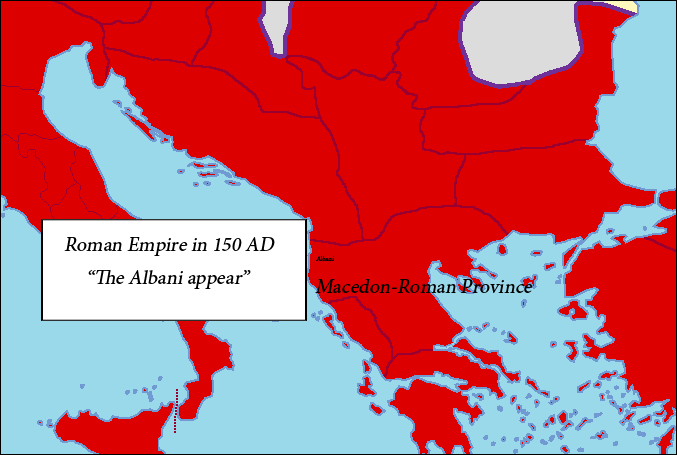
Розташування «альбанів» у 150 році нашої ери в римській провінції Македонія

### Арбереш
Два ендоніми, які албанці використовують для позначення самих себе: «Arbëresh(ë)/Arbënesh(ë)» (північно-західний варіант) та «Shqiptar(ë)». Арбереш є оригінальним албанським ендонімом і становить основу для більшості назв албанців іноземними мовами та назви Албанії, як країни. Від цього терміна походять грецькі «Arvanitai, Alvanitai» і «Alvanoi», турецькі арнаути, сербохорватські «Arbanasi» та інші. Шкіптар походить від дієслова shqipoj («говорити чітко») від латинського excipio («розуміти»).  Наприкінці 18 сторіччя цей термін поступово замінив «Arbëresh», як албанський ендонім. Згадка про родину «Scapudar» у середньовічному Дривастумі є ранньою появою цього терміна. Виведення терміна «Shqiptar» від родини «Scapudar» вважається неможливою, а запропонована етимологія від «shqiponjë» (в перекладі — «орел») є народною етимологією. Його (терміна) перше засвідчення з теперішнім значенням міститься у словнику Франческо Марії да Лечче (1702), який у передмові звертається до своїх читачів, як мій «любий Шкіпетар». 
Етнічна назва «албанець» використовувалася візантійськими та латинськими джерелами у формах arb- і alb- принаймні з 2 сторіччя нашої ери   і, зрештою, у староалбанських текстах як ендонім. Пізніше в самій Албанії його замінили терміном «Shqiptar», зміна, швидше за все, викликана османськими завоюваннями Балкан у 15 сторіччі.  Однак давнє підтвердження етнічного позначення не вважається вагомим доказом албанської спадкоємності в Іллірійському регіоні, оскільки в історії є багато прикладів переходу етнічної назви від одного етносу до іншого. 

### Згадки «Албанії» у джерелах
- У ІІ сторіччі до нашої ери в «Історії світу», написаній Полібієм, згадується місце під назвою «Арбона» (грецькою «Арбона», латинізована форма: «Арбо»)[8][9], в якій деякі іллірійські війська під керівництвом королеви Теути розбіглися і втекли, щоб уникнути зустрічі з римлянами. Арбона, можливо, була островом в Лібурнії або в іншому місці в Іллірії[10].
- У ІІ сторіччі нашої ери Птолемей, географ і астроном з Олександрії, склав карту, яка показує місто «Альбанополіс», розташоване на північний схід від Дурреса) у римській провінції Македонія та плем'я «Альбаної»[11], яке вважалося іллірійцями. пізнішими істориками[12][13][14][15][16].
- У VI столітті нашої ери Стефан Візантійський у своєму важливому географічному словнику під назвою «Етніка» («Ἐθνικά»)[17] згадує місто в Іллірії під назвою «Арбон» (грецькою «Ἀρβών»), і дає етнічну назву для його мешканців, у двох формах числа однини, тобто «Арбонії» (грецькою «Arbonioi») та «Арбоніти» (грецькою «Arbonitai»). Він цитує Полібія[17] (як і багато разів в Етніці)[18][19].

### Згадки щодо «албанців» у джерелах
Михайло Атталеят (1022—1080 рр.) згадує термін «Albanoi» двічі і термін «Arbanitai» один раз. Термін Albanoi вперше використовується для опису груп, які повстали в південній Італії та на Сицилії проти візантійців у 1038—1040 роках. Друге використання терміна «Albanoi» пов'язане з групами, які підтримали повстання Георгія Маніакеса в 1042 році і рушили з ним по всій території Балкан з метою протистояння столиці Візантії — Константинополя. Термін «Арванітай» використовується для опису повстання болгар (Булгарої) і «Арбанітай» на фему Діррахія в 1078—1079 роках. Загальновизнано, що «Арбанітай» відноситься до етноніма середньовічних албанців. Таким чином, ця подія вважається першим згадкою «албанців», як етнічної групи у візантійській історіографії. Використання терміна «Albanoi» в 1038-49 і 1042 роках як етноніма, пов'язаного з албанцями, було предметом дискусій. Звідти походить і термін дискусія «Дюсельє-Враннузі», оскільки Ален Дюсельє запропонував, щоб обидва використання цього терміна стосувалися середньовічних албанців. Ера Вранноузі припустив, що перше використання стосується норманів, тоді як друге не обов'язково має етнічний підтекст і може бути посиланням на норманів як «іноземців» («aubain») в Епірі, з якими Маніак і його армія перетинались. Дискусія так і не була вирішена.  Новіший синтез про друге використання терміна «Albanoi» Пеллумом Джуфі припускає, що термін «Albanoi» міг означати албанців конкретного району Арбанон, а «Arbanitai» — албанців загалом, незалежно від конкретного регіону, який вони населяли. 
- У болгарському тексті, знайденому у сербському рукописі 1628 року, народ «Арбанаси» записаний як «напіввіруючі» і розмовляють своєю мовою; текст був написаний анонімним автором, який, за Радославом Груїчем (1934), датований періодом правління Самуїла Болгарського (997—1014), або, можливо, за Р. Елсі, 1000—1018[23].
- В « Історії», написаній у 1079—1080 рр., візантійський історик Михайло Атталіат згадав про «альбанів», які брали участь у повстанні проти Константинополя в 1043 р., і про «арбанітів» як підданих герцога Діррахійського. Однак суперечки про те, чи «Albanoi» з подій 1043 року відноситься до албанців в етнічному сенсі, чи «Albanoi» є посиланням на людей з південної Італії під архаїчною назвою (існувало також плем'я Італії від ім'я «Альбані»)[24]. Однак пізніша згадка про албанців від тих же «атталіатів», щодо участі албанців у повстанні 1078 року є безперечною. Це повстання очолив Никифор Василак, дукс Діррахій[25].
- Деякі автори (наприклад, Ален Дюсельє, 1968[26]) вважають, що «Арваной» згадується в IV книзі Алексіади Анни Комніни (бл. 1148). Інші вважають, що це неправильне прочитання та тлумачення грецької фрази «ἐξ Ἀρβάνων» (тобто «з Арвани»), знайденої в оригінальному рукописі та в одному виданні (Бонн, 1839) "Алексіади "[27].
- Найпершим сербським джерелом, у якому згадується «Албанія» («Ar'banas'»), є грамота Стефана Немані, датована 1198 р., в якій перелічено регіон Пілота (Пулатум) серед частин, завойованих Неманією в Албанії («ѡд Арьбанась Пілоть», «де Албанія Пулатум»[28].
- У 12-13 століттях візантійські письменники використовували назву «Арбанон» (ср.-грец. Ἄρβανον) для князівства в області Круя.
- Найдавніша згадка про албанців в Епірі походить з венеційського документа, датованого 1210 роком, в якому стверджується, що «континент, звернений до острова Корфу, населений албанцями»[29].
- Рагузанський документ, датований 1285 роком, говорить: «Я почув голос, що плакав у горах албанською мовою» (Audivi unam vocem clamantem in monte in lingua albanesca)[30].

## Мова

### Доіндоєвропейський мовний субстрат
Доіндоєвропейскі (далі по тексту — «ДІЄ») пам'ятки зустрічаються по всій території Албанії. Доіндоєвропейскі стоянки існували біля сучасних муніципалітетів Малік, Ваштем, Бурімас, Барч, Дерснік у районі Корча, Камнік у Колонджі, Колш у Кукеському районі, Раштан у Лібражді та Незір у районі Мат. Як і в інших частинах Європи, це ДІЄ населення приєдналося до мігруючих індоєвропейських (далі по тексту — «ІЄ») племен, які проникли на Балкани, і зробили внесок у формування історичних палео-балканських племен, від яких ведуть своє походження албанці. У цьому випадку, як і в інших подібних, слід враховувати, що попередні популяції в процесі асиміляції мігруючими племенами ІЄ відігравали важливу роль у формуванні різних етнічних груп, що були породжені їх тривалим симбіозом. Отже, мови ІЄ, утворенні на Балканському півострові, окрім їхньої природної еволюції, також зазнали певного впливу ідіом асимільованих до-ІЄ народів. З точки зору лінгвістики, мова субстрату, якою розмовляли на південних Балканах, ймовірно, вплинула на праалбанську мову, прабатьківську ідіому албанської мови.  Ступінь цього лінгвістичного впливу неможливо визначити з точністю через невизначене положення албанської серед палео-балканських мов та малу базу для вивчення доіндоєвропейського субстрату.  Проте були запропоновані деякі запозичення, такі як «shegë»(«гранат») або l"ëpjetë" («орач», порівняйте з догрецьким l"ápathon, λάπαθον,", «чернечий ревінь»).   Албанська мова також є єдиною мовою на Балканах, яка зберегла елементи вігезимальної системи числення — "njëzet «(„двадцять“), dyzet („сорок“) — яка була поширена в доіндоєвропейський мовах. Європи, таких як баскська мова, котра широко використовує вігезимальну нумерацію.
Цей доіндоєвропейський субстрат також було визнано як одну з культур, які внесли внесок у звичаї албанців.

### Перші згадки
Перша засвідчена згадка про албанську мову сталася в 1285 році у венеційському місті Рагуза (сучасний Дубровник в Хорватії), коли свідок злочину на ім'я Матвій свідчив: „Я почув голос, що плаче в горах албанською мовою“ (лат. Audivi unam vocem clamantem in monte in lingua albanesca). 
Найдавнішими засвідченими письмовими зразками албанської мови є „Formula e pagëzimit“ (1462) і лексика Арнольда Ріттера фон Гарфа (1496). Перший албанський текст, написаний грецькими літерами, є фрагментом Унгджиллі і Пашкеве (пасхального Євангелія) XV або XVI сторіччя. Перші друковані книги албанською мовою — „Мешарі“ (1555) і „Е mbsuame e krështerë“ Луки Матранги (1592). 
Однак, як зазначає Фортсон, албанські письмові твори існували в до того, але вони просто втрачені. Існування писемної албанської мови чітко згадується в листі, засвідченому 1332 роком, і перші збережені книги, в тому числі як у гегів, так і в тосків, мають орфографічні особливості, які вказують на те, що сформувалася певна форма загальної літературної мови.

### Топоніміка
На Балканах і в південній Італії є кілька топонімів, назв річок і гір, засвідчені з давніх часів, які можна етимологічно пояснити албанською, або які фонологічно розвинулися через албанську, а потім були перейняті іншими мовами. Успадковані топоніми від протоалбанської мови та дата початку вжитку неалбанських топонімів указують в албанології на регіони, де виникла, розвивалася та розширювалася албанська мова. Залежно від того, яку етимологію та фонологічну версію підтримують лінгвісти, зазвичай використовуються різні етимології, щоб зв'язати албанську з іллірійською, месапійською, дарданською, фракійською або незасвідченою палео-балканською мовою.
- - Бриндізі — це місто на півдні Італії. Бриндізій спочатку був поселенням япігійських мессапів, нащадків іллірійського народу, який мігрував із Балкан до Італії у період переходу пізньої бронзи до раннього залізного віку. Назва підкреслює зв'язки між мессапською та албанською, оскільки мессапською „brendo“ (олень) пов'язаний зі старим гегським „bri“ (роги)[40].
  - Буна — це річка на північному заході Албанії, поблизу міста Шкодер та Ульцинь (Ulqin). Більшість учених гадає, що гідронім успадковано безпосередньо від іллірійської „Барбанни“. Згідно з менш прийнятою пропозицією етимології Екрема Чабея назва вважається похідною від „buenë“ („переповнення води“). Гідронім „Буна“, з якого виникла слов'янська назва „Бояна“, часто розглядається, як ознака того, що албанською мовою говорили у дослов'янську епоху на півдні Чорногорії.[41][42][43]
  - Дрин — це річка у Північній Албанії, Косові та Північній Македонії. Подібні гідроніми включають Дріно на півдні Албанії і Дрина у Боснії. Вважається, що назва має іллірійське походження.[44]
  - Дуррес — це місто в центральній Албанії. Воно було засноване, як давньогрецька колонія і значно розширилося у римські часи. Воно було відоме, як „Epidamnos“ і „Dyrrhachion/Dyrrhachium“. „Dyrrhachium“ грецького походження і відноситься до положення міста на скелястому березі. Сучасні назви міста албанською (Durrës) та італійською (Durazzo, італійська вимова: [duˈrattso]) походять від „Dyrrachium/Dyrrachion“. Проміжний, палаталізований антецедент знайдено у формі „Dyrratio“, засвідченої у перших сторіччях нашої ери. Палаталізоване закінчення /-tio/, ймовірно, означає фонетичну зміну того, як мешканці міста вимовляли його назву[45]. Збереження старої доричної /u/ вказує на те, що сучасна назва походить від населення, якому топонім був відомий у його оригінальній доричній вимові.[46] Початковий наголос в албанській мові „Дуррес“ передбачає іллірійський наголос на першому складі[42]. Теорії, які підтверджують місцеву іллірійсько-албанську безперервність, інтерпретують „Дуррес“ < „Dyrratio“ як доказ того, що албаномовні постійно проживали у прибережній центральній Албанії. Інші теорії припускають, що топонім не обов'язково демонструє безперервність, але може бути також еволюцією запозиченого слова, отриманого протоалбанським населенням, яке переселилося у місто та на його територію у пізній античності з північних албанських регіонів..[47]
  - Епідамнос це найдавніша відома назва Дурреса, і це перша назва, під якою була відома давньогрецька коринфська колонія. Вважається, що вона має іллірійське походження, яке вперше запропонував лінгвіст Ганс Крае,[48] і засвідчено у Фукідіда (5 століття до нашої ери), Арістотеля (4 століття до нашої ери), та Полібія (2 століття до нашої ери).[49] Етимологічно „Епідамнос“ може бути пов'язаний з протоалбанською *dami (дитинча, молода тварина, молодий бик) > dem (сучасний албанський), як запропонував лінгвіст Екрем Чабей..[50]
  - Ерзен — це річка у центральній Албанії. Назва походить від іллірійського Ардаксаноса (*daksa „вода“, „море“), знайденого у Дакса[en] і ім'я племені Дассареті[en].[51]
  - Ішем — це річка в центральній Албанії. У античності вона записана, як іллірійський „Ісамн“. Албанський „Ішем“ походить безпосередньо від „Ісамнуса“ і вказує на те, що мова їх предків (албанців) вживалася у цьому районі.[42][52]
  - Мат — це річка на півночі Албанії. Вважається, що назва має іллірійське походження і спочатку означала „берег річки, берег“. Вона розвинулася в албанській мові, як успадкований термін від мови її предків. Це вказує на те, що на цій мові говорили в долині річки Мат. Подібний гідронім, „Matlumë“, зустрічається в Качаник.[53]
  - Ниш (Niš) — це місто на південному сході Сербії. Назва розвинулася з топоніма, засвідченого давньогрецькою, як „ΝΑΙΣΣΟΣ (Naissos)“, яка набула свого теперішнього вигляду завдяки фонетичним змінам у праалбанській мові, а потім увійшла у слов'янську. Ніш може вказувати на те, що протоалбани жили в цьому регіоні в дослов'янські часи.[54] Коли відбулося поселення (протоалбанців), є предметом дискусій, оскільки протоалбани могли переселитися відносно пізно в давнину в районі, який міг бути східним розширенням протоалбанського поселення, оскільки жодні інші топоніми, відомі в давнину в цьому районі, не передбачають розширення албанців..[55] Розвиток назви „Ніш <Найсс“ — може також бути лише регіональним на Балканах пізньої античності, який, хоча і пов'язаний, але може не бути ідентичним албанській[56]
  - Вйоса — це річка в південній Албанії та Північній Греції. У давнину вона була частиною кордону між іллірійською та епіротичною грецькою мовами. У ранньому середньовіччі долина річки Вйоса (по-грецькою „Аоос“ або „Вовуса“) була заселена слов'янськими народами. Поступова еволюція в албанській мові та запозичення слов'янською мовою або запозичення зі слов'янської „*Vojusha“ на албанську — було запропоновано для албанської вживання „Vjosë“.[57] Обидві пропозиції оспорюються. Незалежно від етимології, долина Вйосе є територією албансько-слов'янського мовного контакту з 6-7 ст..[58]
  - Вльора — це місто на південному заході Албанії. Воно було засновано, як давньогрецька колонія „Аулона“ (/Авлон/) у доримську епоху.. Албанська „Vlorë“ є прямим похідним від давньогрецького Aulon. Пропоноване слов'янське посередництво з „*Vavlona“ було відхилено, оскільки воно не відповідає албанському фонологічному розвитку. Топонім має дві форми, „Vlorë“ (тоскська) та „Vlonë“ (гегська), що вказує на те, що він уже використовувався серед населення Північної Албанії до появи ротацизму в тоській.[59]
  - Шкодер — це місто на північному заході Албанії. Це одне з найбільш значущих поселень в Албанії, а в доримську епоху воно було столицею Іллірійського королівства Гентія. За часів пізньої античності „Скодра“ була романізованим містом, яке навіть відносно пізнього середньовіччя мало корінне далматомовне населення, яке називало його „Skudra“. слов'янською „Skadar“ є запозиченням від романської назви. Походження албанського „Shkodër/Shkodra“, як прямий розвиток іллірійської „Скодри“ або, як розвиток латинського запозиченого слова в протоалбанській мові є предметом дискусій. У теоріях, які відкидають пряме походження від „Scodra“, можливий розрив мовної безперервності від іллірійської форми, у яксоті посилання, що вказує на те, що албанською не говорили постійно у „Шкодри“ та околицях від доримської до пізньої античності..[60][40]
  - Шкумбіні — це річка в центральній Албанії. Вона походить від лат. „Scampinus“, яка замінила іллірійське походження, як це зафіксовано у латинській та давньогрецькій літературі. Слов'янське посередництво (походження гідроніму) було відхилено. Її включили до латинських запозичених слів у протоалбанську мову, та фонетична еволюція збігається з історичним існуванням великого римського міста (близько сучасного Ельбасана), яке дало річці нову назву.[55][61]
  - Штип (Štip) — це місто на сході Північної Македонії. У давнину він був відомий, як „Астібо-с“. Загальновизнано, що слов'янська „Štip“ походить від албанськох „Shtip“.[54] Щодо дати поселення протоалбанів у Східній Македонії з'явилися подібні аргументи, як і у випадку Ніша..[55]

### Мовна реконструкція
Албанська мова засвідчена у письмовій формі лише з 15 століття нашої ери, коли вже сформувався албанський етнос. За відсутності попередніх даних про мову вчені використовували латинські та слов'янські запозичення у албанській мові для визначення місця її походження.  Протоалбанська мова, ймовірно, виникла до 1 століття нашої ери, коли почала інтенсивно контактувати з романськими мовами.   Деякі вчені намагалися зробити припущення про незасвідчену мову, і врешті-решт склали тлумачення, щодо припущеняя протоалбанської мовної прабатьківщини і суспільства на основі реконструйованого лексикону. 

#### Скотарство
Албанська мова володіє багатим і „гарно розвиненим“ скотарським словником, який дав підстави вважати, що албанське суспільство у стародавні часи було скотарським, з широко поширеним відгинним скотарством і з розведенням скотарства, зокрема, овець і кіз. Джозефа цікавить той факт, що деякі з розглянутих лексем мають „точні відповідники“ у румунській мові .
Здається, вони були скотарями, враховуючи величезний збережений рідний словник, що стосується розведення корів, доїння тощо, тоді як слова, що стосуються собак, як правило — запозичені. Збереглося багато слів, що стосуються коней, але саме слово (найменування) коня є латинським запозиченням.

#### Гідроніми
Гідроніми представляють складну картину; Термін для „моря“ („det“) є рідним і є „албано-германським“ нововведенням, що відноситься до концепції глибини, але запозичено велику кількість морської лексики. Слова, що стосуються великих потоків та їхніх берегів, як правило, є запозиченнями, але „lumë“ („річка“) є рідною, як і „rrymë“ (потік річкової води). Слова для менших струмків і стоячих водойм частіше є рідними, але слово, що означає „ставок“, „pellg“ насправді є семантично зміщеним нащадком старого грецького слова „відкрите море“, що свідчить про зміну місця розташування після контакту з греками. З часів протоіндоєвропейської мови в албанській мові зберігся специфічний термін, що позначає ліс на березі річки („gjazë“), а також слова, що позначають болота. Цікаво, що албанська мова зберегла рідні терміни для „вир“, „водяна яма“ та (водна) „глибина“, що наштовхнуло лінгвіста В. Е. Орел на припущення, що албанська лінгвістична прабатьківщина (Урхеймат), ймовірно, мала надлишок небезпечних вирів і глибин.  Проте всі слова, що стосуються морської справи, видаються запозиченнями. 

#### Рослинність
Що стосується лісів, то слова для більшості хвойних порід і чагарників є рідними, як і терміни „вільха“, „в'яз“, „дуб“, „бук“, „липа“, тоді як „ясень“, „каштан“, „ береза“, „клен“, „тополя“, „верба“ — запозичення. 

#### Соціальна організація
Первісна споріднена термінологія індоєвропейської мови була докорінно змінена; зміни включали перехід від „мати“ до „сестри“ і були настільки ґрунтовними, що лише три терміни зберегли свою початкову функцію, а саме слова: „зять“, „свекруха“ і „тесть“.  Усі слова, що позначають кровне спорідненість другого ступеня, включаючи „тітка“, „дядько“, „племінник“, „племінниця“, а також терміни для онуків, є стародавніми запозиченнями з латинської мови. 

### Мовні контакти

#### Загальні закономірності запозичення
Відкритість до запозичень назвали „характерною рисою“ албанської мови. Оригінальних албанських лексичних одиниць, безпосередньо успадкованих від протоіндоєвропейської мови, набагато менше в порівнянні з запозиченими словами, хоча запозичення вважаються „ідеально інтегрованими“ і не відрізняються від рідної лексики на синхронному рівні.  Хоча албанська мова характеризується поглинанням багатьох позик, навіть у випадку латинської мови, що сягають глибоко в основний словниковий запас, певні семантичні поля все ж залишаються більш стійкими. Терміни, що стосуються соціальної організації, часто зберігаються, але не ті, що стосуються політичної організації, у той час як усі, що стосуються торгівлі — запозичуються або змінюються. 
Хоча слова для позначення рослин і тварин, характерні для гірських регіонів, є цілком оригінальними, назви риб і сільськогосподарської діяльності часто запозичені з інших мов. Однак, беручи до уваги наявність деяких збережених старих термінів, пов'язаних з морською фауною, деякі припускають, що цей словниковий запас міг бути втрачений з часом після того, як протоалбанські племена були відтіснені вглиб країни під час вторгнень.  Уілкс вважає, що слов'янські позики албанською мовою дають основу для припущення, що контакти між двома популяціями мали місце, коли албанці жили в лісах на висоті 600—900 метрів над рівнем моря.  Русаков зазначає, що майже всі лексеми, пов'язані з мореплавством в албанській мові, є запозиченими словами, що може свідчити про те, що носії цієї прамови не жили на Адріатичному узбережжі чи у безпосередній близькості від нього. 

#### Грецька
Грецькі позики мають різне хронологічне походження, з двома різними періодами, визначеними Хулд (1986); було відомо з роботи Зумб 1910 року, що албанська мова має компактний набір грецьких запозичень, яким принаймні стільки ж років, як і їх найпершим латинським запозиченням.
Слова, запозичені з грецької мови (напр Gk (NW) mākhaná „пристрій, інструмент“ > mokër „жорна“, Gk (NW) drápanon > drapër „серп“, тощо) датуються ще дохристиянської ери і здебільшого мають дорічний грецький діалект  це означає, що предки албанців контактували з північно-західною частиною давньогрецької цивілізації і, ймовірно, запозичили слова з грецьких міст (Діррахій, Аполлонія та ін.) на території Іллірії, колоній, які належали до доричної гілки греків, або від контактів в районі Епіру. Найдавніші грецькі запозичення почали надходити в албанську мову приблизно в 600 р. до н. е. і мають доричне походження, як правило, стосуються овочів, фруктів, спецій, тварин та знарядь праці. Джозеф стверджує, що цей шар відображає контакти між греками та протоалбанцями з 8 століття до нашої ери, причому греки були або колоністами на узбережжі Адріатичного моря, або грецькими купцями всередині країни на Балканах. Друга хвиля грецьких запозичень почалася після розколу Римської імперії в 395 році і тривала протягом візантійського, османського та сучасного періодів. 
Аргументом на користь північного походження албанської мови є відносно невелика кількість слів з давньогрецької мови, здебільшого з дорийського діалекту, хоча Південна Іллірія сусідила з класичною грецькою цивілізацією, а вздовж Іллірійського узбережжя існувала низка грецьких колоній.  За словами болгарського лінгвіста Володимира І. Георгієва, теорія іллірійського походження албанців ослаблена відсутністю будь-яких албанських імен до 12 сторіччя та обмеженим грецьким впливом на албанську мову (див. Лінія Їречека). На думку Георгієва, якби албанці населяли батьківщину, розташовану поблизу сучасної Албанії, безперервно з давніх часів, кількість грецьких запозичень албанською мовою мала б бути більшою.  За словами Германа Ольберга, сучасний албанський лексикон може включати лише 33 слова давньогрецького походження. 
Однак, зважаючи на кількість албансько-грецьких ізоглос, які вчений Володимир Орел вважає напрочуд великою (у порівнянні з індоалбанськими та вірмено-албанськими), автор приходить до висновку, що саме ця близькість могла б бути результатом інтенсивних вторинних контактів двох протодіалектів. 
Кертіс (2012) не вважає кількість збережених запозичених слів дійсним аргументом, оскільки багато грецьких запозичень, ймовірно, були втрачені через заміну пізнішими латинськими та слов'янськими запозиченнями, які, як відомо, сталися з більшістю рідної албанської лексики.  Деякі вчені, такі як Чабей  та Хулд , оскаржують аргумент, що грецькі докази мають на увазі „північне“ походження, замість того, щоб припустити протилежне — що саме північно-західна/дорична приналежність і стародавнє датування грецьких запозичень вказують на присутність албанців на Західних Балканах на північ і захід від греків, зокрема в давнину, хоча Хульд застерігає, що класичними „попередниками“ албанців були „іллірійці“ для класичних письменників», але що іллірійське маркування навряд чи є «просвітницьким», оскільки класична етнологія була неточною. Прикладом є давньогрецький «λάχανον» та його албанський рефлекс «lakër», оскільки він, здавалося, б був запозичений до того, як < χ> змінився з придихаючої зупинки /kʰ/ на фрикатив /x/, μᾱχανά та його албанський рефлекс mokër, який також, схоже, відображає зупинку. /kʰ/ для < χ>, а також має бути спеціфічним доричним або північно-західним (інші грецькі діалекти мають < e> або < η>, а не < ά>), а також «θωράκιον» і його албанський рефлекс targozë, який, здавалося б, передував фрикації грецької < θ> (до зсуву в койне, що означає /tʰ/). 

#### Латинські та ранньоромаські запозичення
Латинські запозичення датуються періодом з 167 р. до н. е. до 400 р. н. е.  167 р. до н. е. збігається з падінням царства Генція і відображає ранню дату появи латинської лексики в албанській мові. Вона увійшла до албанської на ранньому протоалбанському етапі, а на пізніх етапах розвинулася, як частина протоалбанської лексики в її фонологічній системі. Албанська мова є однією з найдавніших мов, яка увійшла в контакт з латиною і прийняла латинську лексику. Вона зберігла 270 слів на латинській основі, які зустрічаються в усіх романських мовах, 85 слів, які не зустрічаються в романських мовах, 151 слів, які зустрічаються в албанській, але відсутні у балканській романській мові та її нащадках — румунській, і 39 слів, які зустрічаються лише в албанській та румунській.  Зона контакту між албанською та румунською, ймовірно, була розташована у східній та південно-східній Сербії.  Збереження протоалбанської лексики та мовних особливостей у румунській висвітлює те, що принаймні частково балканська латинь з'явилася, коли албаномовні перейшли на латинську мову. 
Інший шар мовних контактів албанської мови з латиною включає стародавню, західнобалканську похідну від балканської латині. Албанська підтримувала зв'язки, як з прибережними західними, так і з центральними внутрішніми балканськими латинськими утвореннями. Хемп вказує, що в албанській мові є слова, які дотримуються далматських фонетичних правил, наводячи як приклад слово drejt «прямий» < d(i)rectus, що відповідає розвитку подій у стародавньодалматській traita < tract. Румунські вчені Ватасеску та Міхаеску, використовуючи лексичний аналіз албанської мови, прийшли до висновку, що албанська також зазнала сильного впливу від вимерлої романської мови, яка відрізнялася, як від румунської, так і від далматської. Оскільки латинських слів, спільних лише для румунської та албанської мови, значно менше, ніж тих, які є спільними лише для албанської та західно-романського, Міхаеску стверджує, що албанська мова розвинулась у регіоні з набагато більшим контактом із західно-романського регіону, ніж з румуномовними регіонами, і розташований цей регіон на території сучасної Албанії, Косово та Західної Північної Македонії, що охоплює схід до Бітоли та Приштини.
Християнська релігійна лексика албанської здебільшого — латинська, включаючи навіть основні терміни, такі як «благословити», «вівтар» і «причаститися». Це вказує на те, що албанці були християнізовані згідно з латинською літургією та церковним порядком, який у наступні сторіччя буде відомий як «римо-католицький». 

#### Слов'янська
Контакти почалися після вторгнення південнослов'янських племен на Балкани у VI—VII ст. Сучасна албанська лексика містить близько 250 слов'янських запозичень, які є спільними для всіх діалектів.  Слов'янське вторгнення, ймовірно, сформувало нинішнє географічне поширення албанців. Цілком імовірно, що албанці знайшли притулок у гірських районах Північної та Центральної Албанії, Східної Чорногорії, Західної Північної Македонії та Косово. Давні контакти між слов'янами та албанцями могли бути поширеними в гірських переходах, сільському господарстві чи рибальських районах, зокрема в долинах Білої та Чорної гілок річки Дрин та навколо Шкодерського та Охридського озер. Контакти між собою на цих територіях спричинили багато змін у слов'янських та албанських місцевих діалектах. 

#### Гіпотеза невідомої романської мови
Було зроблено висновок, що часткова латинізація Албанії римської епохи була сильною у прибережних районах, на рівнинах і вздовж «Віа Егнатії» (назва торговельного шляху), що проходила через Албанію. У цих регіонах Маджеру зазначає, що збереження іллірійських імен і зображення людей в іллірійському вбранні на надгробках недостатніми для підтвердження успішного опору романізації, і засвідчує, що в цих регіонах було багато латинських написів і римських поселень. Маджеру приходить до висновку, що лише північні гірські регіони уникли романізації. У деяких регіонах, Маджеру приходить до висновку, і показав, що в деяких областях латиномовне населення, яке дожило принаймні до сьомого сторіччя, передало місцеві топоніми, які (за походженням) мали змішані маркери від східної та західної романських мов і до албанської.

## Археологія

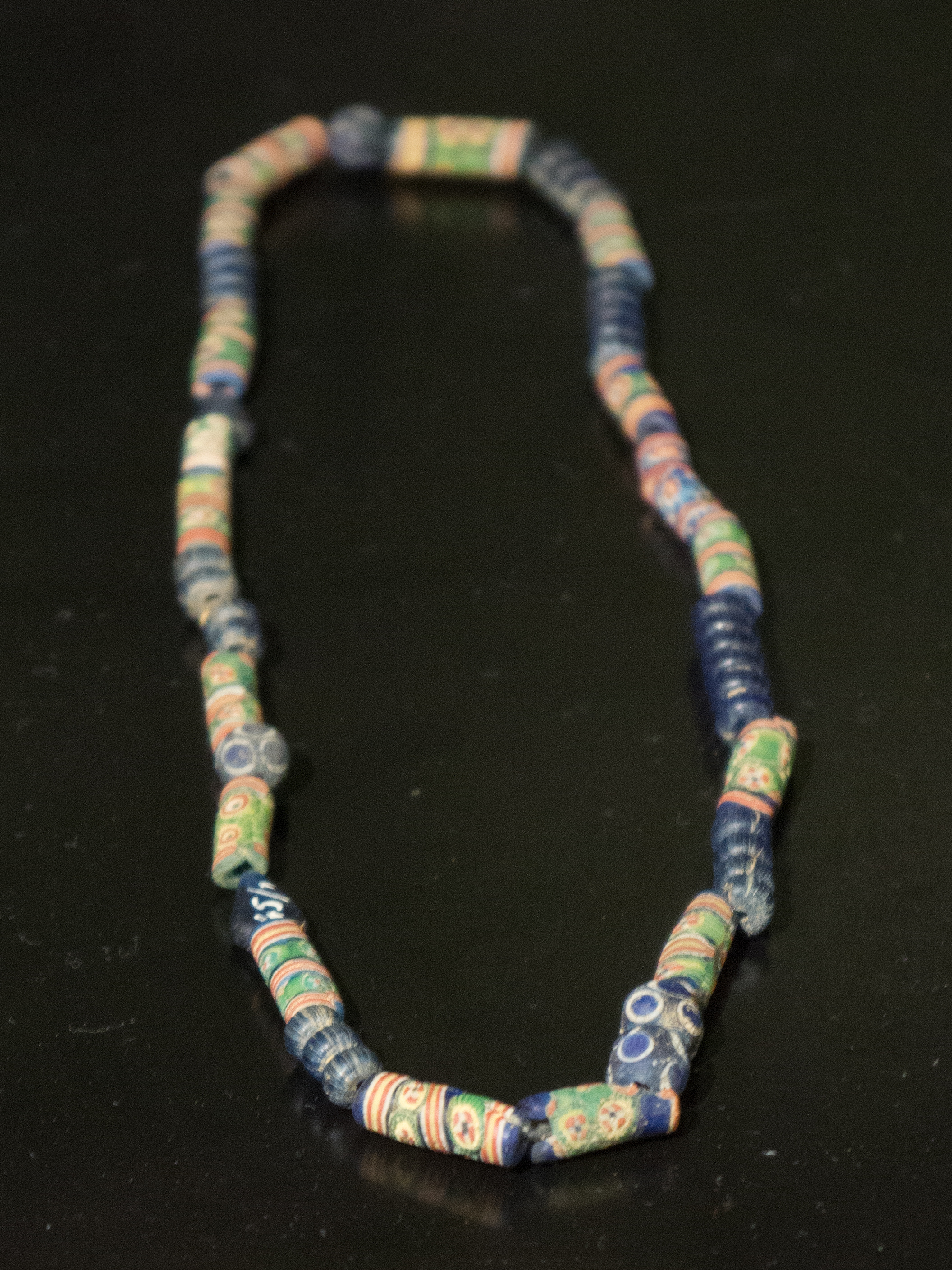
Скляне намисто, 7-8 сторіччя, Шурда

Культура Комані-Круя — це археологічна культура, що засвідчена від пізньої античності до середньовіччя в центральній та Північній Албанії, південній Чорногорії та подібних пам'ятках у західних частинах Північної Македонії.   Вона складається з поселень, зазвичай побудованих під городищами вздовж мереж доріг Леже (Праевалітана) -Дарданія та Віа Егнатія, які з'єднували узбережжя Адріатичного моря з центральними балканськими римськими провінціями. Її типовим поселенням є Комані та сусідній пагорб Далмаче в долині річки Дрин. Невеликі археологічні експедиції проводилися до 1990-х років. У Далмації та інших місцях були знайдені предмети з величезної території, що охоплює прилеглі регіони, всю Візантійську імперію, Північні Балкани та Угорщину, а також морські шляхи із Сицилії до Криму, що надходять із багатьох різних виробничих центрів: місцевих, візантійських, сицилійських, аваро-слов'янських, угорських, кримських і навіть, можливо, до територій Меровінгів та Каролінгів.  В рамках албанської археології, заснованої на безперервності доримських іллірійських форм у виробництві кількох типів місцевих предметів, знайдених у могилах, населення Комані-Круя було представлено як групу, яка походить від місцевих іллірійців, які «пере -затвердили свою незалежність» від Римської імперії через багато сторічь і склали ядро пізнішої історичної області «Арбанон».   Оскільки дослідження майже повністю зосереджувалися на контексті могил і місцях поховання — поселення та житлові приміщення часто ігнорувалися.  Югославська археологія запропонувала протилежний наратив і намагалася представити населення слов'янським, особливо в регіоні західної Македонії.  Археологічні дослідження показали, що ці пам'ятки не були пов'язані з регіонами, де тоді жили слов'яни, і навіть у таких регіонах, як Македонія, слов'янські поселення не були засновані в 7 сторіччі.
На цьому ранньому етапі дослідження було встановлено, що поселення Комані-Круя представляли місцеве неслов'янське населення, яке було описано як романізоване іллірійське, латиномовне чи латинописьменне. Це підтверджується відсутністю слов'янських топонімів і збереженням латинських на теренах Комані-Круя. З точки зору історіографії, теза давньої албанської археології була неперевірною гіпотезою, оскільки не існує жодних історичних джерел, які могли б пов'язати Комані-Круя з першим певним свідченням середньовічних албанців у 11 столітті. Археологічно, хоча вважалося можливим і навіть вірогідним, що пам'ятки Комані-Круя постійно використовувалися з VII століття, це залишалося неперевіреною гіпотезою, оскільки дослідження все ще були обмеженими. Чи було це населення місцевого походження, чи прибуло на ці території до більш раннього періоду, з більш північного місця, коли слов'яни увійшли на Балкани, на той час залишалося незрозумілим, але незалежно від їх остаточного географічного походження, ці групи зберегли культурні традиції юстиніанської епохи VI сторіччя, можливо, як заяву про їхню колективну ідентичність і вивели свої матеріальні культурні посилання на юстиніанську військову систему. У цьому контексті вони, можливо, використовували поховальні звичаї, як засіб довдення своїх прав на «ідеалізований образ минулої римської влади».
Після 2009 року дослідження значно розширилися, і перше дослідження топографії Комані було проведено у 2014 році. До того часу, крім площі кладовища, розмірів поселення та його розширення залишалися невідомими. У 2014 році з'ясувалося, що поселення Комані займає територію понад 40 га, тобто, набагато більшу територію, ніж вважалося спочатку. Її найдавніший етап поселення відноситься до елліністичної епохи.  Належний розвиток почався в пізній античності і тривав до середньовіччя (13-14 ст.). Це вказує на те, що Комані був пізньоримським фортом і важливим торговим вузлом у мережах Превалітани та Дарданії. Під час аваро-слов'янських набігів громади сучасної Північної Албанії та прилеглих районів зосередилися навколо пагорбів для кращого захисту, як у випадку з іншими районами, такими як Лежа та Сарда. Протягом 7-го століття, коли після аваро-слов'янських набігів відновилася влада Візантії, зросло і процвітання поселень. У Комані зросло населення і почала формуватися нова еліта. Збільшення населення і багатства ознаменувалося заснуванням нових поселень і нових церков в їх околицях. Комані сформували локальну мережу з Лежею та Круєю, і ця мережа, у свою чергу, була інтегрована в широкий візантійський середземноморський світ, підтримувала контакти з північними Балканами та займалася торгівлею на великі відстані.  Том Вінніфріт (2020) ствержував, що культура Комані-Круя показує, що в цій місцевості вижила латино-іллірійська цивілізація, яка пізніше проявилася, як албанці та влахи. Відсутність інтересу слов'ян до безплідних гір Північної Албанії може пояснити виживання албанської, як мови.

## Палео-балканські лінгвістичні теорії
Загальний консенсус полягає в тому, що албанці походять від одного або, можливо, суміші палео-балканських народів, але які конкретні народи — це є предметом дебатів. Двома основними мовними групами, які були запропоновані, як прабатьківські варіанти албанської мови, є іллірійська та фракійська. Іллірійська лінгвістична теорія має певний консенсус, але іллірійська мова занадто мало засвідчена, щоб можна було робити певні порівняння. Подальші питання пов'язані з визначеннями «іллірійців» і «фракійців», які є нечіткими і не застосовуються до тих самих районів, які в давнину вважалися частиною Іллірії та Фракії. У сучасних дослідженнях визначено дві основні ономастичні провінції, в яких зустрічаються іллірійські особисті імена; південна Іллірійська або південно-східна провінція Далмації (Албанія, Чорногорія та їх внутрішні райони) і центральна Іллірійська або середньої далматинсько-паннонська провінція (частини Хорватії, Боснії та західної Сербії). У регіоні Дардани (сучасне Косово, частини північної Північної Македонії, частини східної Сербії) спостерігалося перекриття південної/південно-східної, далматинської та місцевої антропонімії.  Вважається, що третя область навколо сучасної Словенії, яку в давнину іноді вважали частиною Іллірії, була ближче до Венетської.   Месапська мова є єдиною достатньо засвідченою мовою, за допомогою якої були створені загальноприйняті іллірійсько-албанські зв'язки. Незрозуміло, чи була мессапська іллірійським діалектом, чи вона настільки розійшлася, щоб стати окремою мовою, хоча загалом її розглядають як окрему мову. Дарданська мова в контексті окремої мови за останні десятиліття набула помітного значення в можливій генеалогії албанської мови. У генеалогії фракійців В. Георгієв, який запропонував «дако-мізійську» як прабатьківську мову албанської, вважав її окремою від фракійської мови.
Ерік Хемп відмежував категоризацію албанської мови від окремих історичних груп та їхніх невирішених проблем, і розглядав її, як окрему незадокументовану палеобалканську мову з метою ясності дослідження. Таким чином, в останні десятиріччя, історичні мови, такі, як іллірійська та фракійська, а також існуючі, як албанська, стали розглядатися, як окремі гілки в рамках індоєвропейської сім'ї. 
Існують суперечки про те, чи була іллірійська мова сентумною чи сатемною. Також невідомо, чи говорили іллірійці однорідною мовою чи, скоріше за все, сукупністю різних, але споріднених мов, які стародавні письменники помилково вважали однією мовою. Венетські племена, які раніше вважалися іллірійцями, більше не вважаються іллірійцями. Те ж саме іноді говорять про фракійську мову. Наприклад, виходячи з топонімів та інших лексичних одиниць, фракійська та дакійська, ймовірно, були різними, але спорідненими мовами.
Албанська має сліди сатемізації в індоєвропейському мовному дереві, однак більшість албанологів вважає, що на відміну від більшості сатемних мов вона зберегла відмінність /kʷ/ і /gʷ/ від /k/ і /g/ перед переднім голосним (об'єднані в сатемні мови), і є суперечки, чи була іллірійська мова centum чи satem. З іншого боку, дакійська і фракійська, схоже, належать до сатему.
Дебати часто носять політичний характер, і щоб були остаточні висновки, потрібно мати більше доказів. Такі докази, на жаль, не можуть бути легко отримані через брак джерел. 

### Іллірійська
Теорію про спорідненість албанців з іллірійцями вперше запропонував шведський історик Йоганн Еріх Тунман у 1774 році. Багато вчених, також, відстоюють іллірійське походження. Ті, хто стверджує на користь іллірійського походження (албанців), також стверджують, що корінні іллірійські племена, які проживали в Південній Іллірії (включаючи сьогоднішню Албанію), піднялися в гори, коли слов'яни зайняли низовини (у ранньому середньовіччі), в той час, як інша версія цієї гіпотези стверджує, що албанці є нащадками іллірійських племен, розташованих між Далмацією та Дунаєм, які розлилися на південь.
Серед аргументів на користь іллірійсько-албанського зв'язку були наступні:
- З того, що відомо з територій старого балканського населення (греки, іллірійці, фракійці, даки), албанською розмовляють у регіоні, де в стародавні часи говорили іллірійською мовою[79].
- Немає жодних доказів будь-якої значної міграції на територію Албанії після записів про їх іллірійську окупацію (цих земель)[79]. Оскільки походження від іллірійців має «географічний сенс» і немає мовних чи історичних доказів, які б підтверджували заміну (місцевого населення), то тягар доказування лежить на боці тих, хто заперечує зв'язок албанської мови з іллірійською мовою[129].
- Албанське племінне суспільство зберегло давню іллірійську соціальну структуру, засновану на племінних одиницях[130][131].
- Багато з тих, що залишаються засвідченими словами для іллірійської мови, мають албанське пояснення, а також ряд іллірійських лексичних одиниць (топоніми, гідроніми, ороніми, антропоніми тощо) були пов'язані з албанською мовою[132].
- Слова, запозичені з латинської мови (напр Латинське «aurum» > ar «золото», gaudium > gaz «радість» тощо[133]) датується до християнської ери[79][128], в той час, як іллірійці на території сучасної Албанії були першими зі старих балканських популяцій. підкорені римлянами в 229—167 рр. до н. е., фракійці були завойовані в 45 р. н. е., а даки — у 106 р. н. е.
- Характеристики албанських діалектів тоскського та гегського[134] у трактування рідних та запозичених слів з інших мов призвели до висновку, що діалектний розкол відбувся після християнізації регіону (4 ст. н. е.) і в часи Слов'янської міграції на Балкани[79][135] або пізніше між 6-м і 7-м століттям нашої ери[136] з історичною межею між діалектами гегів і тосків була річкою Шкумбін[137], яка перетинала лінію Йіречека[128][138].

#### Месспаська

Япігійські міграції на початку першого тисячоліття до н. е.

Месапська мова — це мова залізного віку, якою в Апулії розмовляли япігі (месапійці, пеукети, дауни), які оселилися в Італії в рамках міграції іллірійців з Балкан у перехідний період між бронзовим і залізним віком.  Оскільки мессапську було засвідчено після 500+ років розвитку на італійському півострові, вона загалом розглядається, як відмінна лінгвістично від іллірійської. Обидві мови належать до однієї гілки індоєвропейської. Ерік Хемп згрупував їх під «мессапо-іллірійською», які далі згруповані з албанською під «адріатичною індоєвропейською» (мовою).  Інші схеми об'єднують три мови під «загальну іллірійську» та «західну палео-балканську».  Месапська поділяє кілька ексклюзивних лексичних відповідностей і загальних рис з албанською. Або мессапійська та албанська мови мають спільні риси, через спільну ідіому предків — іллірійців, або це риси, які розвинулися в результаті конвергенції між мовами їхньої групи на території Іллірії. Спільні споріднені мови та особливості вказують на більш тісний зв'язок між двома мовами.  Споріднені включають мессапське «aran» та албанське «arë» («поле»), «biliā» і «bijë» («дочка»), «menza-» (в імені «Manzanas») і «mëz» («лоша»), «brendion» (у «Brundisium») і «bri» («ріг»).  Деякі месапійські топоніми, як Мандурія в Апулії, не мають етимологічних форм за межами албанських мовних джерел.  Інші лінгвістичні елементи, такі як частки, прийменники, суфікси та фонологічні особливості месапської мови, виявляють єдину спорідненість з албанською. 

### Фракійська або дако-мезійська
Крім іллірійського походження, є також гіпотеза дакійського або фракійського походження. Існує ряд факторів, які свідчать про дакийське або фракійське походження албанців. Вчені, які підтримують дакійське походження, стверджують, що албанці рухалися на південь між 3-м і 6-м століттями нашої ери з району Мезії, на території сучасної Румунії. Інші стверджують натомість фракійське походження і стверджують, що протоалбанці повинні розташовуватися в районі між Нішем, Скоп'є, Софією та Албанією або між Родопами і Балканськими горами, звідки вони переселилися до сучасної Албанії раніше, до приходу слов'ян. За словами Володимира Орла, наприклад, територія, пов'язана з протоалбанською мовою, майже напевно не відповідає території сучасної Албанії, тобто Іллірійського узбережжя, а скоріше територія «Dacia Ripensis» і далі на північ.
Румунський історик І. І. Руссу висунув теорію про те, що албанці являють собою масову міграцію карпського населення, яке відтиснули слов'янські міграції. З політичних причин книга вперше була опублікована в 1995 році та перекладена німецькою Конрадом Гюндішем.

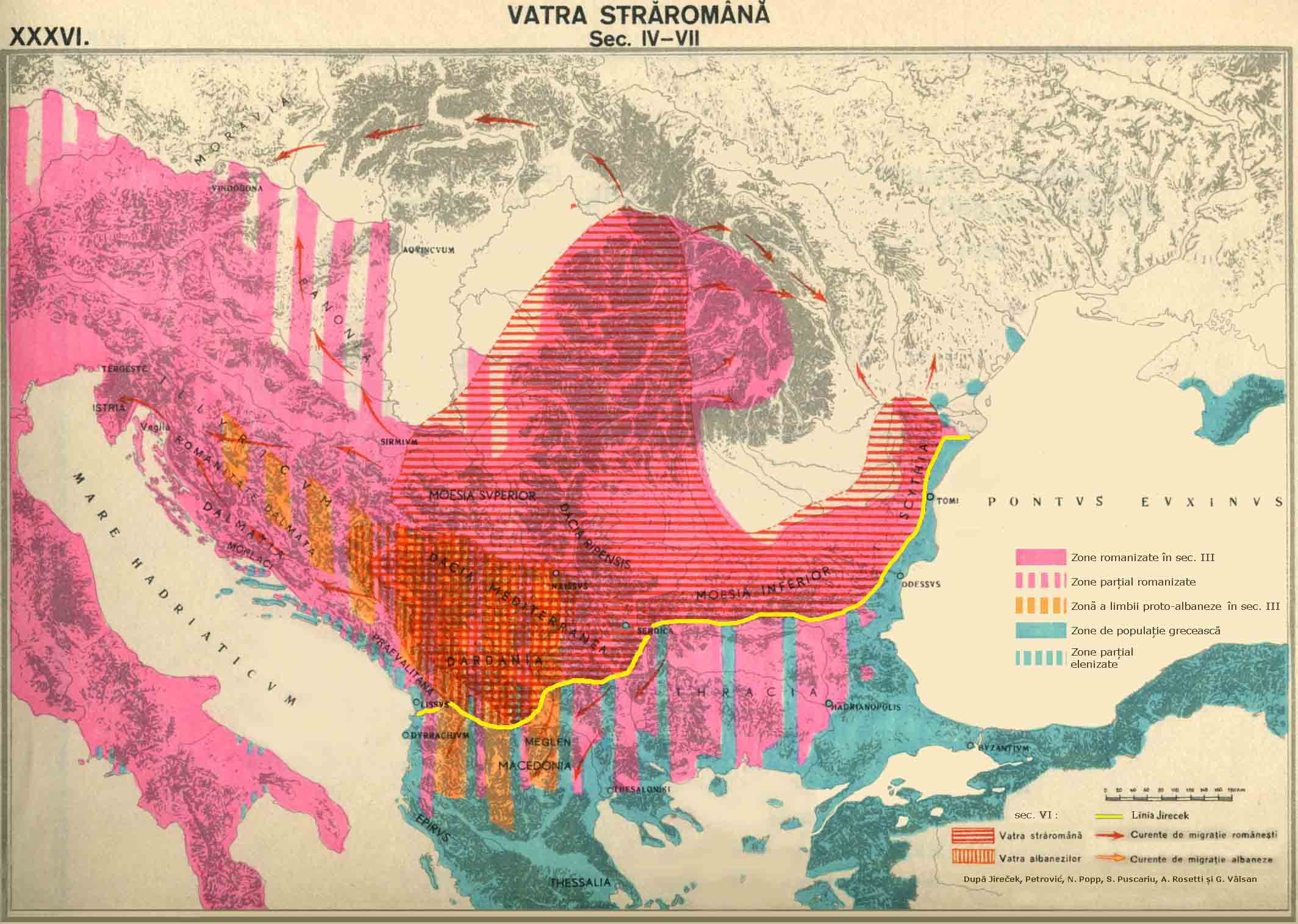
Карта згідно з теорією, що протоалбанською та проторумунською зонами контакту були Дакія Середземномор'я та Дарданія у 3 сторіччі, не виключаючи румунської спадкоємності в Дакії.

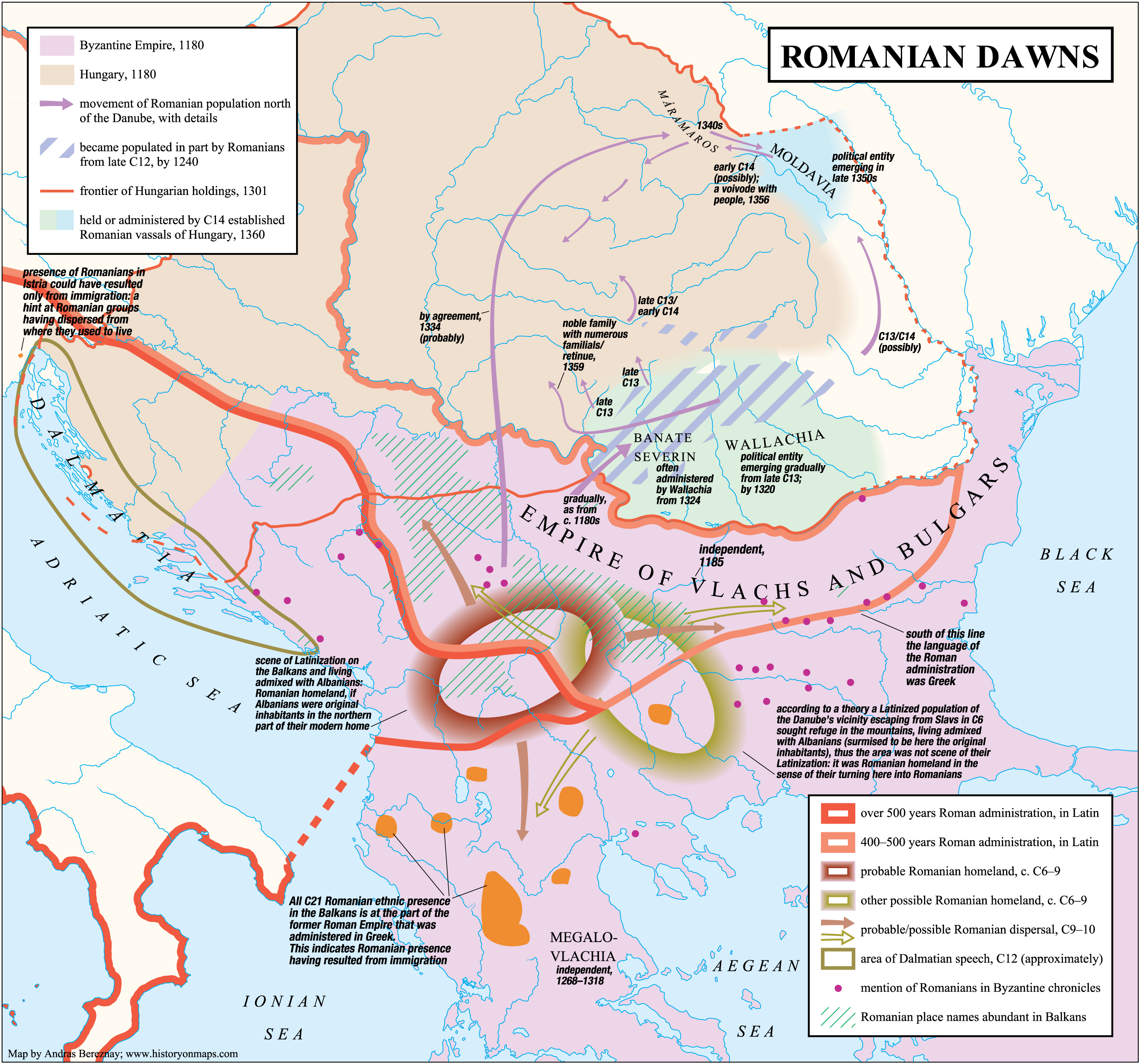
Конкуренційний «імміграційний» погляд на румунське походження, коли албансько-румунський контакт відбувся або у Дарданії/Північно-Східній Албанії, або в Західній Фракії, припускаючи, що албанською мовою розмовляли в одному чи в обох цих регіонах та/або поблизу них протягом 6-9 ст.

Німецький історик Готфрід Шрамм виводив албанців із християнізованих бессів після того, як їхні залишки були витіснені слов'янами та болгарами протягом 9 століття на захід до сьогоднішньої Албанії З лінгвістичної точки зору випливає, що фракійсько-бесську гіпотезу походження албанської мови слід відкинути, оскільки доступно дуже мало порівняльного лінгвістичного матеріалу (фракійська мова засвідчена лише незначно, а бесська повністю невідома), але в той же час індивідуальна фонетична історія албанської та фракійської чітко вказує на дуже різне звучання розвиток, який не можна розглядатися, як результат однієї мови. Крім того, християнська лексика албанської мови переважно латинська, що виступає проти конструкції «бесської церковної мови».  Еліта племені бесі поступово еллінізувалась. Низький рівень запозичень з грецької мови в албанській мові є ще одним аргументом проти ототожнення албанської мови з бессами.
Міста, назви яких відповідають албанським фонетичним законам, такі як Штіп (Штіп), Шкупі (Скоп'є) і Ніш (Ніш) — лежать у районах, які, як вважають, історично були заселені фракійцями, пейонами та дарданцями ; останній найчастіше античні історики вважають племенем іллірійців. Хоча досі немає чіткого уявлення про те, де проходив іллірійсько-фракійський кордон, Ніш переважно вважається територією Іллірії.
Між фракійськими та албанськими словами існують тісні відповідності. Однак, як і в іллірійській мові, більшість дакійських і фракійських слів та імен не були тісно пов'язані з албанською (ст. Хамп). Крім того, багато дакійських і фракійських топонімів були створені із об'єднаних назв (наприклад, дакійська Суцидава або фракійська Бессапара ; див. Список дакійських міст і Список стародавніх фракійських міст), у той час, як сучасна албанська не дозволяє цього.
Болгарський лінгвіст Володимир І. Георгієв стверджує, що албанці походять від дакійського населення з Мезії, нині регіону Морави в східній Сербії, і що іллірійські топоніми зустрічаються на набагато меншій території, ніж традиційна область поселення іллірійців.  За словами Георгієва, латинські запозичення албанською мовою показують східнобалканську латинську (проторумунську) фонетику, а не західнобалканську (далматську) фонетику.  У поєднанні з тим, що румунська мова містить кілька сотень слів, подібних лише до албанської, Георгієв припускає, що албанська мова утворилася між 4-м і 6-м століттями на території або поблизу сучасної Румунії, яка була територією даків.  Він припускає, що румунська мова є повністю романізованою дакійською мовою, тоді, як албанська мова лише частково.  Албанська та східно-романська також мають спільні граматичні особливості (див. Балканський мовний союз) та фонологічні особливості, такі як загальні фонеми або ротацизм «n». 
Окрім лінгвістичної теорії, що албанська мова більше схожа на східнороманську (тобто дакійський субстрат), ніж західнобалканську романську (тобто Іллірійський/далматський субстрат), Георгієв також зазначає, що морські слова в албанській мові запозичені з інших мов, що дає підстави стверджувати, що албанці спочатку не були прибережним народом.  За словами Георгієва, дефіцит грецьких запозичених слів також підтримує дакійську теорію — якби албанці виникли в регіоні Іллірії, безсумнівно, був би сильний грецький вплив.  За словами історика Джона Ван Антверпена Файна, який визначає «албанців» у своєму глосарію, як «індоєвропейський народ, ймовірно, походить від стародавніх іллірійців», тим не менш стверджує, що «це серйозні (не шовіністичні) аргументи, які не можуть бути відхилені в короткому порядку».  Румунські вчені Ватасеску та Міхаеску, використовуючи лексичний аналіз албанської мови, прийшли до висновку, що албанська також зазнала сильного впливу вимерлої романської мови, яка відрізнялася, як від румунської, так і від далматської. Оскільки латинських слів, спільних лише для румунської та албанської мови, значно менше, ніж тих, які є спільними лише для албанської та західно-романської, Міхаеску стверджує, що албанська мова розвинулась у регіоні з набагато більшим контактом із західно-романського регіону, ніж з румуномовними регіонами, і розташований цей регіон на території сучасної Албанії, Косово та Західної Північної Македонії, що охоплює схід до Бітоли та Приштини.
Аргументом проти фракійського походження (який не стосується даків) є те, що більшість фракійської території була на грецькій половині лінії Іречека, за винятком різноманітного фракійського населення, що простягалося від Фракії до Албанії, проходячи через Пейонію та Дарданію і аж до Мезії; Вважається, що більшість фракійців були еллінізовані у Фракії (ст. Ходінотт) і Македонії.
Теорія, щодо даків також могла б узгоджуватися з відомими моделями вторгнень варварів. Хоча немає жодних документів про міграцію албанців, «протягом четвертого-шостого століть румунський регіон сильно постраждав від широкомасштабного вторгнення готів і слов'ян, а долина Морави (у Сербії) була можливим головним шляхом вторгнення та місцем з найдавнішими відомими слов'янськими пам'ятками. Таким чином, це був би регіон, з якого корінне населення, природньо, втекло» 

## Генетичні дослідження
Для європейської популяції були проведені різноманітні генетичні дослідження, деякі з них включали нинішнє албанське населення, албаномовне населення за межами Албанії та Балканський регіон в цілому. Албанці мають схожу генетику з сусідніми етнічними популяціями з тісними кластерами, що утворюються переважно з материковими греками та населенням південної Італії.

### Y-ДНК
Три гаплогрупи, які найбільше асоціюються з албанським народом, це E-V13, R1b і J-M172. E-V13 і J2-M12 (батьківська клада J-M172) розглядаються Кручіані та ін. обидва вказують на особливе «розширення ареалу в бронзовому сторіччі південно-східної Європи», зазнавши значного зростання населення на місці після того, як воно було завезено в більш ранній період із поширенням неоліту в Європі. R1b, тим часом, пов'язують із поширенням індоєвропейських мов у Європі. На Балканах всі три мають місцеву вершину у Косово, і загалом вони більш поширені серед албанців, греків і влахів, ніж у південних слов'ян (хоча з деяким представництвом серед македонців і болгар). R1b має набагато вищі частоти в районах Європи далі на Захід, тоді як E1b1b і J2 широко поширені на нижчих частотах по всій Європі, а також мають дуже великі частоти серед греків, італійців, македонців та болгар.
- У гаплогрупах сучасного албанського населення домінує E-V13, найпоширеніший європейський субклад E1b1b1a (E-M78)[3]. E-M78, швидше за все, виник у північно-східній Африці, тоді як його підклад E-V13 виник у Західній Азії та вперше поширився на Європу приблизно 5300 років тому[3]. Нинішнє поширення цієї лінії може бути результатом кількох демографічних експансій з Балкан, наприклад, пов'язаного з Балканським бронзовим віком, а нещодавно, під час римської епохи, з так званим «піднесенням іллірійських солдатів»[165][166][167][168][169]. Однак пік гаплогрупи у Косові пов'язаний з генетичним дрейфом[166].
- Гаплогрупа R1b поширена по всій Європі, але особливо поширена на західному атлантичному узбережжі Європи, а також зустрічається на Близькому Сході, на Кавказі та в деяких частинах Африки. У Європі, включаючи Балкани, він, як правило, менш поширений у слов'янськомовних регіонах, де R1a часто зустрічається частіше. Подібна частота спостерігається серед албанців і греків у приблизно 20 % чоловічого населення, але набагато рідше в інших країнах Балкан[166].
- Гаплогрупа J на сучасних Балканах в основному представлена субкладом J2b (також відомим як J-M12 або J-M102). Як і E-V13, J2b розповсюджена по всій Європі, як здається, з центром і походженням на Балканах[165][166][168]. Її родичі в кладі J2 також зустрічаються на високих частотах в інших місцях Південної Європи, особливо в Греції та Італії, де вона більш різноманітна. Сам по собі J2b є досить рідкісним за межами території етнічних албанців (де він коливається в районі 14-16 %), але також досить часто зустрічається серед румунів (8,9 %)[170] та греків (8,7 %)[165]. Скелет, датований 1631—1521 рр. до н. е., знайдений у кургані у Великому Ваніку, Хорватія, був з позитивним результатом на J2b2a-L283[171]. У дослідженні 2022 року J-L283 і його батьківська клада J-M241 були знайдені в трьох із семи даунських зразків. [172]
- Y гаплогрупа I представлена I1, більш поширена в Північній Європі, і I2, де кілька її підкласів зустрічаються у значних кількостях у південнослов'янській популяції. Спеціальний підклад I, який привернув найбільше обговорень у балканських дослідженнях, зараз називається I2a1b, визначений SNP M423[173][174] Ця клада має більш високі частоти на північ від албанофонної області, в Далмації та Боснії[166]. Розширення I2a-Din відбулося в період пізньої античності та раннього середньовіччя і сьогодні є поширенною серед слов'яномовних народів[175].
- Гаплогрупа R1a поширена в Центральній та Східній Європі, особливо у слов'янських народів,[176] (а також поширена в Центральній Азії та на Індійському субконтиненті). На Балканах вона міцно пов'язана зі слов'янськими територіями[166].

Дослідження «Battaglia et al.» у 2008 році виявило такі розподіли гаплогруп серед албанців у самій Албанії:
| Н  | E-M78* E1b1b1a*     | E-M78 V13 E1b1b1a2    | G P15* G2a*         | I-M253* I1*         | I M423 I2a1*         | I M223 I2b1         | J M267* J1*         | J M67* J2a1b*       | J M92 J2a1b1        | J M241 J2b2          | R M17* R1a1*        | R M269 R1b1b2         |
| 55 | 1,8 % <br /> (1/55) | 23,6 % <br /> (13/55) | 1,8 % <br /> (1/55) | 3,6 % <br /> (2/55) | 14,5 % <br /> (8/55) | 3,6 % <br /> (2/55) | 3,6 % <br /> (2/55) | 3,6 % <br /> (2/55) | 1,8 % <br /> (1/55) | 14,5 % <br /> (8/55) | 9,1 % <br /> (5/55) | 18,2 % <br /> (10/55) |

Те ж саме дослідження «Battaglia et al. (2008)» також знайшли такі поширення гаплогрупп серед албанців у Північній Македонії :
| Н  | E-M78* E1b1b1a*     | E-M78 V13 E1b1b1a2    | E-M123 E1b1b1c      | G P15* G2a*         | I M253* I1*         | I P37.2* I2a*       | I M423 I2a1*        | I M26 I2a2          | J M267* J1*         | J M67* J2a1b*       | J M241 J2b2          | R M17* R1a1*        | R M269 R1b1b2         |
| 64 | 1,6 % <br /> (1/64) | 34,4 % <br /> (22/64) | 3,1 % <br /> (2/64) | 1,6 % <br /> (1/64) | 4,7 % <br /> (3/64) | 1,6 % <br /> (1/64) | 9,4 % <br /> (6/64) | 1,6 % <br /> (1/64) | 6,3 % <br /> (4/64) | 1,6 % <br /> (1/64) | 14,1 % <br /> (9/64) | 1,6 % <br /> (1/64) | 18,8 % <br /> (12/64) |

Те ж саме дослідження «Battaglia et al. (2008)» також виявило такі розподіли серед албанців у самій Албанії та албанців у Північній Македонії :
| Н                         | E-M78* E1b1b1a*       | E-M78 V13 E1b1b1a2     | E-M123 E1b1b1c        | G P15* G2a*           | I M253* I1*          | I P37.2* I2a*         | I M423 I2a1*            | I M26 I2a2            | I M223 I2b1           | J M267* J1*           | J M67* J2a1b*         | J M92 J2a1b1          | J M241 J2b2            | R M17* R1a1*          | R M269 R1b1b2          |
| 55+ <br /> 64= <br /> 119 | 1,68 % <br /> (2/119) | 29,4 % <br /> (35/119) | 1,68 % <br /> (2/119) | 1,68 % <br /> (2/119) | 4,2 % <br /> (5/119) | 0,84 % <br /> (1/119) | 11,76 % <br /> (14/119) | 0,84 % <br /> (1/119) | 1,68 % <br /> (2/119) | 5,04 % <br /> (6/119) | 2,52 % <br /> (3/119) | 0,84 % <br /> (1/119) | 14,3 % <br /> (17/119) | 5,04 % <br /> (6/119) | 18,5 % <br /> (22/119) |

Дослідження «Peričić et al.» у 2005 році виявило такі частоти гаплогруп Y-ДНК в албанців з Косово з субкладом E-V13 гаплогрупи E1b1b, що становить 43,85 % від загальної кількості (зверніть увагу, що албанці з інших регіонів мають дещо нижчий відсоток E-V13, але схожий на J2b і R1b):
| Н   | E-M78* E3b1           | E-M78* α* E3b1-α        | E-M81* E3b2           | E-M123* E3b3          | J-M241* J2e1            | I-M253* I1a           | I-P37* I1b*(xM26)     | R-M173* R1b             | R SRY-1532* R1a       | RP*(xQ, R1)           |
| 114 | 1,75 % <br /> (2/114) | 43,85 % <br /> (50/114) | 0,90 % <br /> (1/114) | 0,90 % <br /> (1/114) | 16,70 % <br /> (19/114) | 5,25 % <br /> (6/114) | 2,70 % <br /> (3/114) | 21,10 % <br /> (24/114) | 4,40 % <br /> (5/114) | 1,75 % <br /> (2/114) |

Те ж саме дослідження «Peričić et al.» у 2005 році виявило такі частоти гаплогруп Y-ДНК в албанців з Косово з субкладом E-V13 гаплогрупи E1b1b, що становить 43,85 % від загальної кількості (зверніть увагу, що албанці з інших регіонів мають дещо нижчий відсоток E-V13, але схожий на J2b і R1b):
| Н   | E3b1-M78                | R1b-M173                | J2e-M102                | R1a-M17               | I1b* (xM26)-P37       | I-M253* I1a           |
| 114 | 45,60 % <br /> (52/114) | 21,10 % <br /> (24/114) | 16,70 % <br /> (19/114) | 4,40 % <br /> (5/114) | 2,70 % <br /> (3/114) | 5,25 % <br /> (6/114) |

| Population                                         | Language family | n           | R1b                    | n           | R1a                 | n           | I | n           | E1b1b                                                                                                   | n           | E1b1a | n           | J | n           | G                  | n           | N   | n           | T   | n           | L   | n | H |
| -------------------------------------------------- | --------------- | ----------- | ---------------------- | ----------- | ------------------- | ----------- | --- | ----------- | --- | ----------- | ----- | ----------- | --- | ----------- | ------------------ | ----------- | --- | ----------- | --- | ----------- | --- | - | - |
| Albanians                                          | IE (Albanian)   |             |                        |             |                     | 106         | 23.58% (25/106) | 19 44       | E-M78a 31.58 % (6/19) Cruciani2004 E-M78 25% (11/44)                                                    |             |       | 56          | J-M102 14.29% (8/56) J-M67 3.57% (2/56) J-M92 1.79% (1/56) J-M172 J2 19.64% (11/56) J-M267 J1 =3.57% (2/56) 23.21%(13/56) |             |                    |             |     |             |     |             |     |   |   |
| Albanians                                          | IE (Albanian)   | 51          | R1b M173 17.65% (9/51) | 51          | R1a M17 9.8% (5/51) | 106         | I1b* (xM26) P37 16.98% (18/106) | 63          | E3b1 M78 26.98% (17/63) Cruciani2004                                                                    |             |       | 56          | J2e M102 14.29% (8/56) |             |                    |             |     |             |     |             |     |   |   |
| Kosovo Albanians (Pristina)                        | IE (Albanian)   | 114         | 21.10% (24/114)        | 114         | 4.42% (5/114)       | 114         | (I1a) 5.31% (6/114) I1b*(xM26) 2.65% (3/114) 7.96% (9/114)                                                                            | 114         | (E3b1) 1.75% (2/114) (E3b1-α) 43.85% (50/114) (E3b2) 0.90% (1/114) (E3b3) 0.90% (1/114) 47.40% (54/114) |             |       | 114         | (J2e1) 16.70% (19/114) |             |                    |             |     |             |     |             |     |   |   |
| Albanians (Tirana)                                 | IE (Albanian)   | 30          | 18,3                   | 30          | 8,3                 | 30          | 11,7 | 30          | 28,3 | 30          | 0.0   | 30          | 20,0 | 30          | 3,3                |             |     |             |     |             |     |   |   |
| Albanians                                          | IE (Albanian)   | 55          | (R1b1b2) 18.2% (10/55) | 55          | (R1a1*) 9.1% (5/55) | 55          | (I1*) 3.6% (2/55) (I2a1*) 14.5% (8/55) (I2b1) 3.6% (2/55) 21.7% (12/55)                                                               | 55          | (E-M78) 1.8% (1/55) (E-V13) 23.6% (13/55) 25.4% (14/55)                                                 | 55          | 0.0   | 55          | (J1*) 3.6% (2/55) (J2a1b*) 3.6% (2/55) (J2a1b1) 1.8% (1/55) (J2b2) 14.5% (8/55) 23.5% (13/55)                             | 55          | (G2a*) 1.8% (1/55) | 55          | 0.0 | 55          | 0.0 | 55          | 0.0 |   |   |
| Albanians (North Macedonia)                        | IE (Albanian)   | 64          | (R1b1b2) 18.8% (12/64) | 64          | (R1a1*) 1.6% (1/64) | 64          | (I1*) 4.7% (3/64) (I2a*) 1.6% (1/64) (I2a1*) 9.4% (6/64) (I2a2) 1.6% (1/64) 17.3% (11/64)                                             | 64          | (E-M78) 1.6% (1/64) (E-V13) 34.4% (22/64) (E-M123) 3.1% (2/64) 39.1% (25/64)                            | 64          | 0.0   | 64          | (J1*) 6.3% (4/64) (J2a1b*) 1.6% (1/64) (J2b2) 14.1% (9/64) 22% (14/64)                                                    | 64          | (G2a*) 1.6% (1/64) | 64          | 0.0 | 64          | 0.0 | 64          | 0.0 |   |   |
| Albanians (Tirana) and Albanians (North Macedonia) | IE (Albanian)   | 55+ 64= 119 | R1b1b2 18.50% (22/119) | 55+ 64= 119 | R1a1* 5.05% (6/119) | 55+ 64= 119 | I1* 4.2% (5/119) (I2a* 0.85% (1/119) I2a1* 11.8% (14/119) I2a2 0.85% (1/119) I2a 13.5 % (16/119) (I2b1 1.7 % (2/119) 19.33 % (23/119) | 55+ 64= 119 | E-M78 1.7 (2/119) E-V13 29.4 % (35/119) E-M123 1.7 (2/119) 32.8% (39/119)                               | 55+ 64= 119 | 0.0   | 55+ 64= 119 | J1* 5.05% (6/119) J2a1b* 2.55 % (3/119) J2a1b1 0.85 % (1/119) J2a 3.4 % (4/119) J2b2 14.3% (17/119) 22.70% (27/119)       | 55+ 64= 119 | G2a* 1.7% (2/119)  | 55+ 64= 119 | 0.0 | 55+ 64= 119 | 0.0 | 55+ 64= 119 | 0.0 |   |   |
| Population                                         | Language family | n           | R1b                    | n           | R1a                 | n           | I | n           | E1b1b                                                                                                   | n           | E1b1a | n           | J | n           | G                  | n           | N   | n           | T   | n           | L   | n | H |

| Population                                         | Language      | n           | R1b                    | R1a                 | <big id="mwCIA">I</big> | E1b1b                                                                                              | J | G                 | N   | T            | Others                  | Reference     |
| -------------------------------------------------- | ------------- | ----------- | ---------------------- | ------------------- | --- | -------------------------------------------------------------------------------------------------- | --- | ----------------- | --- | ------------ | ----------------------- | ------------- |
| Albanians                                          | IE (Albanian) | 51          | R1b M173 17.65% (9/51) | R1a M17 9.8% (5/51) | I1b* (xM26) P37 16.98% (18/106) | E3b1 M78 26.98% (17/63)                                                                            | J2e M102 14.29% (8/56)                                                                                              | 2.0% (9/51)       | 0.0 | 0.0          |                         | Pericic2005   |
| Albanians (Pristina)                               | IE (Albanian) | 114         | R1b 21.10% (24/114)    | R1a 4.42% (5/114)   | I1a 5.31 % (6/114) I1b*(xM26) 2.65 % (3/114) 7.96 % (9/114)                                                                         | E3b1 1.75 % (2/114) E3b1-α 43.85 % (50/114) E3b2 0.90 % (1/114) E3b3 0.90 % (1/114) 47,40 (54/114) | J2e1 16.7% (19/114)                                                                                                 | 0                 | 0   | 0            | P*(xQ, R1) 1.77 (2/114) | Pericic2005   |
| Albanians (Tirana)                                 | IE (Albanian) | 30          | 13,3                   | 13,3                | 16,7 | 23,3                                                                                               | 20,0 | 3,3               |     |              |                         | Bosch2006     |
| Albanians (Tirana)                                 | IE (Albanian) | 55          | R1b1b2 18,2 (10/55)    | R1a1* 9,1 (5/55)    | I1* 3,6 (2/55) I2a1* 14.5 (8/55) I2b1 3.6 (2/55) 21.8 % (12/55)                                                                     | E-M78 1.8 % (1/55) E-V13 23.6 % (13/55) 25.4% (14/55)                                              | J1* 3,6 (2/55) (J2a1b* 3.6 (2/55) J2a1b1 1.8 (1/55) J2a 5.4 % (3/55)) J2b2 14.5 (8/55) 23.5 % (13/55)               | G2a* 1,8 (1/55)   | 0.0 | 0.0          |                         | Battaglia2008 |
| Albanians (North Macedonia)                        | IE (Albanian) | 64          | R1b1b2 18.8% (12/64)   | R1a1* 1.6% (1/64)   | I1* 4,7 (3/64) (I2a* 1,6 (1/64) I2a1* 9,4 (6/64) I2a2 1,6 (1/64) I2a 12.6 % (8/64)) 17.2% (11/64)                                   | E-M78 1.6 (1/64) E-V13 34.4 % (22/64) E-M123 3.1 (2/64) 39.1% (25/64)                              | J1* 6,3 (4/64) J2a1b* 1,6 (1/64) J2b2 14,1 (9/64) 22% (14/64)                                                       | G2a* 1.6% (1/64)  | 0.0 | 0.0          |                         | Battaglia2008 |
| Albanians (Tirana) AND Albanians (North Macedonia) | IE (Albanian) | 55+ 64= 119 | R1b1b2 18.50% (22/119) | R1a1* 5.05% (6/119) | I1* 4.2 % (5/119) (I2a* 0.85% (1/119) I2a1* 11.8% (14/119) I2a2 0.85% (1/119) I2a 13.5 % (16/119) I2b1 1.7 (2/119) 19.33 % (23/119) | E-M78 1.7 (2/119) E-V13 29.4 % (35/119) E-M123 1.7 (2/119) 32.8% (39/119)                          | J1* 5.05% (6/119) J2a1b* 2.55 % (3/119) J2a1b1 0.85 % (1/119) J2a 3.4 % (4/119) J2b2 14.3% (17/119) 22.70% (27/119) | G2a* 1.7% (2/119) | 0.0 | 0.0          |                         | Battaglia2008 |
| Albanians                                          | IE (Albanian) | 223         | 18.39% (41/223)        | 4.04% (9/223)       | 13 % (29/223) | 35.43% (79/223)                                                                                    | 23.77% (53/223) | 2.69% (6/223)     | 0   | 0.9% (2/223) | 1.79% (4/223)           | Sarno2015     |

Примітки до таблиці:
1. 1 2  IE=Indo-European
2. ↑  First column gives the amount of total Sample Size studied
3. ↑  Second column gives the Percentage of the particular haplogroup among the Sample Size

Дослідження гаплотипів Y-хромосоми DYS19 STR і YAP і мітохондріальної ДНК не виявило суттєвої різниці між албанцями та більшістю інших європейців.
Крім основних предків серед доісторичних балканських популяцій, є додаткова домішка слов'янських, грецьких, влахських, італо-римських, кельтських та германських елементів.
Більші зразки, зібрані в рамках проектів під керівництвом волонтерів, показують, що албанці в основному належать до Y-хромосом J2b2-L283, R1b-Z2103/BY611 та EV-13 із стародавніх балканських популяцій. Було виявлено, що стародавні могили, знайдені в Хорватії, датовані бронзовим століттям, також належать до Y-хромосом J2b2-L283 і R1b-Z2103, остання з яких була віднесена до вучедолської культури. Вважається, що знахідки, можливо, походять від міграцій протоіллірійців на Балкани. Результати також показують, що індоєвропейські міграції відбулися на Балканах вже під час бронзового віку, при цьому періодичний генетичний контакт із степовими популяціями відбувався на 2000 років раніше, ніж міграції зі степу, які в кінцевому підсумку замінили більшу частину населення Північної Європи.
У дослідженні 2013 року, у якому порівнювали одну албанську вибірку з іншими європейськими, автори дійшли висновку, що вона не відрізнялася суттєво від інших європейських груп населення, особливо від таких груп, як греки, італійці та македонці.

### мтДНК
Інше дослідження старих балканських популяцій та їх генетичної спорідненості з нинішніми європейськими популяціями було проведено в 2004 році на основі мітохондріальної ДНК на скелетних останках деяких старих фракійських популяцій із південної частини Румунії, що датуються бронзовим та залізним віком. Це дослідження проводилося під час розкопок деяких людських викопних кісток 20 осіб, датованих приблизно 3200–4100 роками, з бронзового віку, які належали деяким культурам, таким як Tei, Monteoru та Noua, були знайдені в могилах з деяких некрополів на південному південному заході Румунії, а саме в Зімнічі., Сміні, Кандешті, Чойінагі-Балінтешті, Градістеа-Кослогені та Султана-Малу-Русу; і людські викопні кістки та зуби 27 людей раннього залізного віку, що датуються 10-7 сторіччями до нашої ери з гальштатської ери (культура Бабадаг), були знайдені вкрай на південний хід Румунії біля узбережжя Чорного моря, в деяких поселеннях від Добруджа, а саме: Юріловка, Сату Ноу, Бабадаг, Нікулітель та Енісала-Паланка. Порівнявши цей матеріал із сучасним європейським населенням, автори дійшли висновку: Підрахунок частоти спільних точкових мутацій сучасної європейської популяції з фракійським населенням показав, що італійці (7,9 %), албанці (6,3 %) та греки (5,8 %) показали зміщення близькості [mtDna] генетичної спорідненісті з фракійськими особинами, ніж з румунськими та болгарськими особинами (лише 4,2 %).

### Аутосомна ДНК
Аналіз аутосомної ДНК, який аналізує всі генетичні компоненти, показав, що в європейських популяціях існує небагато жорстких генетичних розривів, за винятком деяких особливих груп, таких як саами, сардинці, баски, фіни та косовські албанці. Вони виявили, що серед албанців, з одного боку, багата кількість людей, що мають ідентичність за походженням, що свідчить про те, що албаномовні походять із відносно невеликого населення, яке нещодавно і швидко розширилося за останні 1500 років. З іншого боку, вони не є повністю ізольованими або ендогамними, оскільки грецькі та македонські зразки мали набагато більшу кількість спільних предків з албанською мовою, ніж з іншими сусідами, можливо, в результаті історичних міграцій, або, можливо, менших наслідків слов'янської експансії в цих поселеннях. У той же час італійці, які взяли участь у вибірці, мали майже таку ж кількість IBD, як з албаномовними, так і один з одним.

## Застарілі теорії

### Італійська теорія
Лаонікос Халкоконділес (бл. 1423—1490), візантійський історик, вважав албанців продовженням італійців. Ця теорія бере свій початок з першої згадки про албанців, яка суперечить про те, чи відноситься вона до албанців в етнічному сенсі, висловленої Атталіятами (11 століття): «. . . Бо коли наступні полководці робили низькі й ганебні плани й рішення, Візантія втратила не лише острів, а й більшу частину війська. На жаль, люди, які колись були нашими союзниками і мали ті самі права, що й громадяни, і ту саму релігію, тобто албанці та латинці, які живуть в італійських регіонах нашої імперії за Західним Римом, зовсім раптово стали ворогами, коли Майкл Докеянос шалено направив своє командування проти їхніх лідерів. . .»

### Кавказька теорія
Одна з найперших теорій походження албанців, яка нині вважається застарілою, невірно ототожнювала протоалбанців з територією Східного Кавказу, окремо згадується класичними географами, як Кавказька Албанія, розташована в тому, що приблизно відповідає території сучасного південного Дагестану, північному Азербайджану і межує з Кавказькою Іберією на заході. Ця теорія об'єднала дві Албанії, припускаючи, що предки балканських албанців (Шкіптарет) мігрували на захід у період пізнього класичного або раннього середньовіччя. Кавказька теорія була вперше запропонована гуманістами епохи Відродження, які були знайомі з роботами класичних географів, а пізніше розроблена французьким консулом і письменником початку 19 століття Франсуа Пуквілем. Незабаром вона стала застарілою у 19 столітті, коли лінгвісти довели, що албанська мова є індоєвропейською, а не кавказькою. 

### Пеласгійська теорія
З точки зору історичних теорій, застаріла теорія — це теорія 19 століття, згідно з якою албанці походять від пеласгів, широкого терміна, який використовували класичні автори для позначення автохтонних, доіндоєвропейських жителів Греції та південні Балкани загалом. Проте немає жодних доказів про можливу мову, звичаї та існування пеласгів як окремого й однорідного народу, тому будь-який особливий зв'язок із цим населенням є необґрунтованим.  Ця теорія була розроблена австрійським лінгвістом Йоганном Георгом фон Ханом у своїй роботі Albanesische Studien у 1854 році. За Ханом, пеласги були споконвічними протоалбанцями, а мова, якою розмовляли пеласги, іллірійці, епіроти та стародавні македонці, була близько спорідненою. У теорії Хана термін пеласги переважно використовувався як синонім іллірійців. Ця теорія швидко знайшла підтримку в албанських колах, оскільки встановила претензію на перевагу над іншими балканськими націями, зокрема греками. Крім встановлення «історичного права» на територію, ця теорія також встановила, що давньогрецька цивілізація та її досягнення мали «албанське» походження.  Ця теорія отримала стійку підтримку серед албанських публіцистів початку 20-го століття.  Сьогодні вчені відкидають цю теорію.  У той час, коли арванітське відродження пеласгійської теорії, також нещодавно, було запозичене іншим албаномовним населенням всередині та зовні Албанії у Греції, щоб протистояти негативному іміджу їхніх громад.

## Виноски
1. ↑  As the tribe of the Albanoi (Ἀλβανοί) in Ptolemy's Geography. The name Arbōn (Ἄρβων) had been used by Polybius in the 2nd century BC to designate a city in Illyria.
2. ↑  " The presence of ancient West Greek loans in Albanian implies that in classical antiquity the precursors of the Albanians were a Balkan tribe to the north and west of the Greeks. Such people would probably have been 'Illyrians' to classical writers. This conclusion is neither very surprising nor very enlightening since the ethnographic terminology of most classical authors is not very precise. An Illyrian label does little to solve the complex problems of the origins of the Albanian language"